# Tethytheria
Tethytheria zijn een clade van placentadieren binnen de Afrotheria die volgens de tegenwoordig gangbare definitie de slurfdieren, zeekoeien en de fossiele Embrithopoda en Desmostylia omvat. Deze soorten hebben zich vermoedelijk ontwikkeld rond de Tethysoceaan. Samen met de klipdassen vormen ze de Paenungulata.

## Ordes
- Embrithopoda  †
- Desmostylia  †
- Slurfdieren (Proboscidea)
- Zeekoeien (Sirenia)